# Salix zhataica
Salix zhataica är en videväxtart som beskrevs av Efimova, Shurduk och Ahti. Salix zhataica ingår i släktet viden, och familjen videväxter. Inga underarter finns listade i Catalogue of Life.